# Helfer vor Ort
Helfer vor Ort (HvO), auch First Responder (FRP) oder Sanitäter vor Ort (SanvO), in Bayern offiziell Ersthelfergruppen bzw. örtliche Einrichtungen organisierter Erster Hilfe, in Hessen Voraus-Helfer, in Nordrhein-Westfalen Notfallhelfer genannt, sind eine Ergänzung der Rettungskette. Es sind mindestens in erweiterter Erster Hilfe und i. d. R. grundlegend sanitäts- oder rettungsdienstlich ausgebildete Personen, die bei Notfällen die Zeit bis zum Eintreffen eines Rettungsmittels mit qualifizierten basismedizinischen Maßnahmen überbrücken sollen.
Der allgemeine Begriff Ersthelfer dagegen bezeichnet jeden, der zufällig bei einem Unfall anwesend ist und Hilfe leistet; im Englischen entspricht dies dem allgemeinen Begriff first responder („Ersthelfer, Erstversorger“).
Im Englischen sind die Bezeichnungen Emergency Medical Responder, Emergency First Responder, Medical First Responder, Ambulance First Responder und Certified first responder gebräuchlich. Die daraus abgeleitete Kurzbezeichnung First Responder (FR) wird teilweise in Deutschland, Österreich und der Schweiz verwendet, was wörtlich übersetzt erster Antwortender heißt und im englischen Sprachgebrauch mit dem allgemeinen „Ersthelfer“ identisch ist.

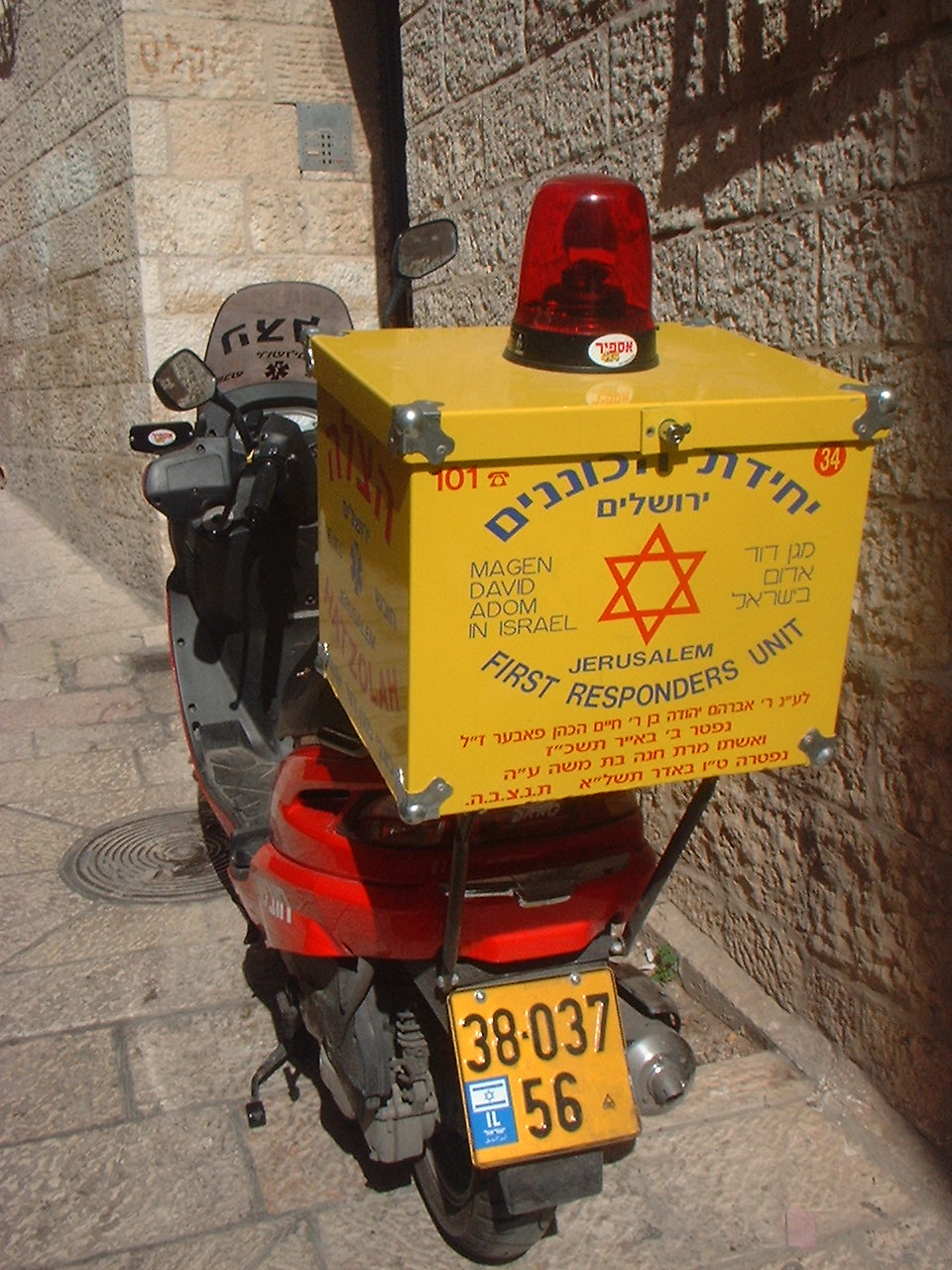
Magen David Adom (MDA) Erstversorgungsroller in der Altstadt von Jerusalem

## Begriff
In Deutschland wurde der Begriff „Certified First Responder“ zunächst meist nur von Feuerwehren verwendet. Inzwischen ist er aber auch bei Hilfsorganisationen verbreitet, dort wird jedoch auch der deutschsprachige Begriff „Helfer vor Ort“ benutzt. Die Bedeutung ist im deutschsprachigen Raum synonym, was einen Unterschied zum angloamerikanischen Raum darstellt, wo Certified First Responder teilweise höher qualifiziert sind als die meisten Helfer vor Ort. Es gibt auch die Bezeichnung „Sanitäter vor Ort“ (SanvO). Hiermit soll deutlich gemacht werden, dass das eingesetzte Personal eine geregelte sanitätsdienstliche Ausbildung absolviert hat und die Hilfeleistungen ein Niveau deutlich oberhalb der Laienhilfe erreichen (das ist bei den anderen Bezeichnungen auch so, nur wird es nicht durch den Begriff betont).
Das Bayerische Staatsministerium des Inneren benennt die Helfer vor Ort als Ersthelfergruppen bzw. örtliche Einrichtungen organisierter Erster Hilfe.
In Hessen gibt es inzwischen die offizielle Bezeichnung Voraus-Helfer und das Hessische Sozialministerium gibt Empfehlungen zur Ausbildung sowie persönlicher Eignung heraus.
In Nordrhein-Westfalen werden die Helfer vor Ort offiziell als Notfallhelfer bezeichnet, was nicht absolut deckungsgleich mit der gleichnamigen Malteser-Ausbildung ist.
Im militärischen Sprachgebrauch etabliert sich der englische Begriff „first responder“ ebenfalls zunehmend. So existieren für Soldaten der Bundeswehr verschiedene Ausbildungsstufen der sogenannten Einsatzersthelfer und Combat First Responder, also für besonders sanitätsdienstlich geschultes Personal, das als erstes bei einem (poly)traumatisierten Soldaten eintrifft oder bereits vor Ort ist.

## Aufgaben
Der Helfer vor Ort
- leistet qualifizierte Erste Hilfe,
- erkundet die Lage,
- gibt eine qualifizierte Meldung an die Rettungsleitstelle,
- weist die Rettungsmittel ein,
- überbrückt das hilfeleistungsfreie Intervall bis zum Eintreffen des Rettungsdienstes,
- unterstützt gegebenenfalls die Rettungskräfte,
- dokumentiert den Einsatz.

## Sinn und Zweck
Helfer vor Ort (HvO) und Sanitäter vor Ort (SanvO) sollen das Zeitintervall zwischen der Disposition eines Notfalls durch die Leitstelle und der ersten medizinischen Versorgung verkürzen. Der Zeitraum zwischen dem Ereignis bis zum Eintreffen der Rettungskräfte wird Therapiefreies Intervall genannt. Je schneller qualifizierte Maßnahmen durchgeführt werden, desto günstiger ist der Heilungsablauf und umso kürzer ist im Durchschnitt die nachfolgend notwendige Behandlungszeit.
Das Kammerflimmern ist eine häufige Form des Kreislaufstillstands. Man geht davon aus, dass mit jeder Minute, in der ein Kammerflimmern nicht mit einer Herz-Lungen-Wiederbelebung behandelt wird, die Chancen für eine erfolgreiche Genesung um zehn Prozent sinken. Nach bereits sechs bis acht Minuten treten schwere irreversible Schäden am Hirn auf, verursacht durch fehlende Sauerstoff- und Glukoseversorgung. Bei einem Herzstillstand mit Kammerflimmern ist die Anwendung eines Defibrillators für die Wiederbelebung geboten. Da das Absetzen des Notrufs und die Vermittlung in der Rettungsleitstelle zwei Minuten in Anspruch nimmt, und zusätzlich die Hilfsfrist bis zu zwölf Minuten betragen kann, erreichen die Einsatzkräfte eines Rettungswagens möglicherweise erst 14 Minuten nach dem Eintritt eines Kammerflimmerns den Patienten um einen Defibrillator einzusetzen. Je länger das Therapiefreie Intervall bis zur Reanimation mit dem Einsatz eines Defibrillators, desto größer die Gefahr, dass der Patient ein schwerer medizinischer Pflegefall wird.
Eine Reanimation könnte aber von einem Helfer vor Ort oder einem Sanitäter vor Ort mit entsprechender Ausrüstung schon nach wenigen Minuten eingeleitet werden. Im Fall des Herzstillstands mit Kammerflimmern ist dies vor allem ein automatischer externer Defibrillator. Durch die Verkürzung der Hilfsfrist können viele Patienten selbst nach einem Herzinfarkt oder einem Schlaganfall vollständig genesen. Bei Unglücken und Unfällen ist der Sanitäter vor Ort außerdem verantwortlich für eine konkretere Einschätzung der Lage am Unglücksort und kann über BOS-Funk oder mit einem Mobilfunktelefon Einsatzkräfte nachfordern, so dass eine effektivere Vermittlung der Hilfe möglich ist.

## Ursprung
Entstanden ist diese Einrichtung aus der Erkenntnis, dass der organisierte Rettungsdienst oft zu lange zum Einsatzort benötigt, um schwere gesundheitliche Schäden von Notfallpatienten abzuwenden, allerdings die mangelnde Notfallhäufigkeit in diesem Gebiet die Einrichtung einer zusätzlichen Rettungswache nicht rechtfertigt.
Hintergrund ist wohl auch die Tatsache, dass in vielen meist ländlichen Bereichen bereits ehrenamtliche Hilfskräfte verschiedener Hilfsorganisationen und Gruppierungen vor Ort etabliert sind. So kam und kommt es immer wieder auch vor, dass ein Hilfesuchender einen ortsbekannten qualifizierten ehrenamtlichen Helfer einer Hilfsorganisation oder Feuerwehr privat durch das Telefon kontaktierte. Dieser kam dann im Rahmen seiner erweiterten Hilfeleistungspflicht an den Notfallort – natürlich nicht ohne die zuständige Rettungsleitstelle über das Geschehen zu informieren. Diese Bürgerhilfe wurde und wird natürlich von den Rettungsleitstellen nicht unkritisch gesehen, weil dabei der Einsatz nicht von Anfang an unter deren Koordination verläuft. Andererseits ist dieses Verhalten der Bürger im akuten medizinischen Notfall aber auch sehr verbreitet und nachvollziehbar.
Besonders in den USA mit ihren großen und vergleichsweise dünn besiedelten Flächenlandkreisen wurden die örtlichen Strukturen und die Verfügbarkeit von organisierten Kräften in Form von Freiwilliger Feuerwehr und Streifenwagen der Polizei bereits früh genutzt, um die ersten Maßnahmen bis zum Eintreffen des Rettungsdienstes mit sehr langen Anfahrtszeiten zu übernehmen. Auch Mitglieder der American Women’s Voluntary Service Organization waren als Helfer tätig.
Aus ähnlichen Gründen entstanden auch in Deutschland Vorläufer in der Anfangszeit des Rettungsdienstes moderner Prägung Anfang der 1970er Jahre: Der Rettungsdienst war damals noch nicht in dem Maße ausgebaut wie heute – oft war die örtliche Freiwillige Feuerwehr lange alleine am Unfallort tätig und bat deshalb Mitglieder einer örtlichen Hilfsorganisation mit auszurücken. Die Alarmierung war oft sehr langwierig, da weder tragbare Funkmeldeempfänger noch ausreichend Telefone verfügbar waren. Mit der Verkürzung der rettungsdienstlichen Hilfsfristen wurde dieses Konzept dann bedeutungslos.
Erst Mitte der 1980er Jahre wurden zunehmend ehrenamtliche Einheiten des Katastrophenschutzes mit tragbaren Funkmeldeempfängern ausgerüstet. Es lag nahe, diese Möglichkeit auch für eine schnelle Hilfe vor Ort einzusetzen. Dies bedeutete, dass man nicht mehr nur für den imaginären Not- oder Katastrophenfall übte, sondern die erworbenen und eingeübten notfallmedizinischen Fertigkeiten und das Wissen aktiv für die Erstversorgung von Notfallpatienten einsetzen konnte.
In Deutschland etablierten sich Mitte der 1980er Jahre die ersten Einrichtungen dieser Art. Über ein Pilotprojekt beim DRK Karlsruhe wurde in der Fachzeitschrift „Rettungsdienst“ im Jahr 1987 berichtet. Nach diesem Vorbild gründete die BRK-Ortsgruppe Glonn im Jahr 1988 ein „Erste-Hilfe-Team“, dieses besteht ununterbrochen als „Helfer vor Ort“ noch heute. Im Jahr 1993 unternahm der DRK-Ortsverein Rheinstetten-Mörsch e. V. mit den damals sogenannten „Schnelleinsatzteams“ einen weiteren Pilotversuch moderner Prägung in Deutschland, der in einer Fachzeitschrift 1995 publiziert wurde. Im Norden Deutschlands wurde durch eine private Initiative, angeregt durch mehrere Besuche in den USA in den Jahren 1992 bis 1995, ebenfalls eine der ersten First-Responder-Organisation Deutschlands gegründet. Ab Mitte der 1990er Jahre verbreitete sich diese Art der Hilfeleistung dann sehr weitflächig. So waren z. B. allein im Rettungsdienstbereich Karlsruhe im Jahr 2005 60 First-Responder-Gruppen bei der Rettungsleitstelle einsatzbereit gemeldet und wurden regelmäßig zu Einsätzen alarmiert.
Gründe dafür sind:
- Die Alarmierungsmittel waren mittlerweile geeignet und vorhanden (seit Anfang der 1990er: weitgehend Umstellung von Sirenenalarm auf Funkmeldeempfänger, Verfügbarkeit von Mobiltelefonen).
- Die Idee wurde anerkannt, einige Pilotprojekte konnten gute Ergebnisse vorweisen.
- Die rechtlichen Gegebenheiten wurden nach kontroversen Diskussionen weitgehend geklärt (z. B. Versicherungsschutz, Fahrzeuggenehmigungen).
- Die Feuerwehren (als größte Einsatzorganisation) erkannten die Gelegenheit, gerade für wenig beanspruchte Einheiten in abgelegenen Gebieten eine interessante Einsatzmöglichkeit für engagierte Helfer zu schaffen. Auch die Hilfsorganisationen entdeckten diese Einrichtung als motivierenden und nützlichen Dienst für ihre Ortsverbände.

Heute ist das System anerkannt.

## Organisation
Die Organisation ist nicht einheitlich geregelt, sie beruht auf dem freiwilligen Engagement der Hilfsorganisationen, die sie stellen. Aus diesem Grund gibt es keine übergreifend einheitlichen Ausstattungs- oder Ausbildungsvorschrift für diesen Dienst (organisationsinterne Regelungen gibt es jedoch sehr wohl, in Nordrhein-Westfalen gibt es eine Empfehlung des Landesfachbeirates für die organisierte Notfallhilfe). Häufig sind dienstfreie ehren- und hauptamtliche Rettungsdienstmitarbeiter dabei tätig.
Es gibt verschiedene alternative Merkmale der unterschiedlichen Organisationsformen:
| Status:           | ehrenamtliche Kräfte, selten hauptamtliches Personal (wie z. B. Berufsfeuerwehr und Polizei, die oft in der Öffentlichkeit unterwegs sind) |
| Alarmierung:      | Funkmeldeempfänger, (Mobil-)Telefon |
| Durchführende:    | Hilfsorganisationen, Feuerwehr, Technisches Hilfswerk                                                                                      |
| Personalstärke:   | eine oder mehrere Personen, die gleichzeitig alarmiert werden; davon gehen maximal 3 zum Patienten vor, die übrigen halten sich bereit     |
| Fahrzeug:         | Privat- oder Dienst-Kfz: Pkw, Motorrad, Mannschaftstransportfahrzeug, Löschfahrzeug oder Rettungs-/Krankentransportwagen                   |
| Fahrzeugstandort: | beim diensthabenden Helfer (zu Hause, am Arbeitsplatz), Fahrzeughalle oder Wache                                                           |

## Alarmierung
Alarmiert wird die Einrichtung durch die zuständige Leitstelle per SMS oder Funkmeldeempfänger.

### Einsatzindikation
Die Einsatzindikationen sind örtlich unterschiedlich geregelt, meist kommt der FR/HvO zum Einsatz, wenn das nächste reguläre Rettungsmittel deutlich länger braucht als der FR/HvO und somit die Gefahr besteht, dass notwendige Hilfe nicht schnell genug ankommt. Diese Indikation besteht in der Regel bei allen Notarzteinsätzen. Mancherorts werden die Helfer vor Ort sogar bei jedem Notfalleinsatz alarmiert, vor allem dort, wo es in der Nähe keine Rettungswache gibt.
Das kann auch bei Einhaltung der gesetzlichen Hilfsfrist durch den Rettungsdienst der Fall sein und ist der Hauptgrund für die Existenz der FR/HvO. Besonders wertvoll wird die Überbrückung der Eintreffzeit, wenn der reguläre Rettungsdienst mit Versorgung anderer Patienten ausgelastet oder durch ein Einsatzgeschehen länger gebunden ist bzw. aufgrund Witterungsbedingungen oder ähnlichem ungewöhnlich viel Zeit zur Anfahrt braucht.
Zusätzlich zum Helfer vor Ort wird immer ein Rettungsmittel des regulären Rettungsdienstes eingesetzt; der FR/HvO ist nur Ergänzung, kein Ersatz des Rettungsdienstes.

### Anfahrt zum Einsatzort
Da First Responder nicht Bestandteil des Rettungsdienstes sind, greifen nach überwiegender juristischer Meinung die nur für Fahrzeuge des Rettungsdienstes geltenden Vorschriften für Sonderrechte nach § 35 Abs. 5a StVO nicht. Somit stehen First Respondern bei der Anfahrt zum Einsatzort grundsätzlich keine Sonderrechte zu (Ausnahme: First Responder sind Mitglieder einer befugten Behörde oder Organisation, z. B. Feuerwehr – für diese wird meist § 35 Abs. 1 StVO als einschlägig erachtet). Allerdings kann sich der anfahrende First Responder auf die allgemeinen Notstandsregelungen berufen, welche u. a. in § 16 OWiG und § 34 StGB normiert sind. In Maßen kann somit ein Verstoß gegen Verkehrsvorschriften (Überschreiten der Höchstgeschwindigkeit etc.) strafrechtlich bzw. ordnungswidrigkeitenrechtlich gerechtfertigt sein. In Bayern gibt es eine Regelung des Innenministeriums, die für Dienstfahrzeuge der First Responder-Einheiten unter bestimmten Voraussetzungen die Verwendung von Sondersignaleinrichtungen zulässt. Wegerecht ist First Respondern nur dann verpflichtend einzuräumen, wenn diese über angeschaltete Sondersignalanlagen (Blaulicht und Folgetonhorn) verfügen.

### Dienstzeiten
Das Angebot des FR/HvO ist in der Regel eine rein freiwillige Leistung der Organisation,
die sich meist auf ehrenamtliches Engagement stützt. Deshalb sind die Bereitschaftszeiten mancherorts auf die Nächte (z. B. von 18:00 Uhr bis 6:00 Uhr) und Wochenenden/Feiertage beschränkt. Die weitaus meisten Helfer von Ortsgruppen sind jedoch 24 Stunden am Tag, 365 Tage im Jahr in Bereitschaft und rücken aus, wenn ein Notfall geschieht und sie zurzeit ausrücken können.
Die Alarmierung durch die Leitstelle erfolgt oft dennoch rund um die Uhr, es ist jedoch dann nicht sicherzustellen, dass wirklich jemand ausrückt. Der reguläre Rettungsdienst kommt pflichtgemäß immer zum Einsatz, das heißt, der Patient bekommt mindestens die Hilfe, die gesetzlich geregelt ist (Landesrettungsdienstgesetz o. ä.) – wenn der FR/HvO ausrücken kann, dann bekommt er eine freiwillige Zusatzleistung.

## Ausbildung

### Allgemeine Ausbildung
Voraussetzung für die Teilnahme am Dienst ist eine medizinische Grundausbildung, z. B. als Sanitäter. Dies umfasst in aller Regel auch die ständige (Re-)Zertifizierung für die Frühdefibrillation. Oftmals werden zusätzliche Kurse für Helfer vor Ort mit angepassten Lehrinhalten angeboten. Praktika im regulären Rettungsdienst verbessern die Sicherheit im Einsatz und fördern eine gute Zusammenarbeit vor Ort.
Schwerpunkte der Aus- und Fortbildung sind (aus BRK-Richtlinie für Helfer vor Ort von 2002):
- Hilfe bei schweren Verletzungen (Polytrauma)
- besondere Notfälle, Kindernotfälle
- Eigenschutz
- Reanimation und Frühdefibrillation
- Zusammenarbeit mit der Leitstelle
- ABCDE-Schema im Rettungsdienst
- AMPEL (Allergien, Medikamente, Patientengeschichte, Ereignis, Letztes Essen, Trinken, Stuhlgang usw.)

Weit verbreitet ist auch die rettungsdienstlich anerkannte Weiterbildung zum Rettungshelfer oder Rettungssanitäter im Rahmen einer Helfer-vor-Ort-Tätigkeit. Einige Bundesländer haben eigene Empfehlungen oder Vorschriften bezüglich der Mindestqualifikationen von Helfer vor Ort (z. B. Bayern und Hessen, je zweistufig; sowie Nordrhein-Westfalen, einstufig) erlassen. Die meisten regulären Sanitätsausbildungen genügen zumindest der untersten Stufe des Anforderungsprofils.

### Besonderheit in Bayern
In Bayern existieren laut Leitfaden des Innenministeriums zwei Qualifikationsstufen für Mitwirkende in Ersthelfergruppen. Die erste Stufe umfasst eine 48-stündige sanitätsdienstliche Ausbildung (analog zur Sanitäterausbildung beim Roten Kreuz). Im Falle eines größeren Einsatzspektrums wird ein umfangreicherer, 80-stündiger Kurs empfohlen. Dieser entspricht beispielsweise der Theorie-Ausbildung des Einsatzsanitäter (bei den Maltesern) oder der Helfer vor Ort-Qualifikation der Johanniter (welche auf einem 60-stündigen Sanitäterlehrgang aufbaut). Andere Hilfsorganisationen haben ähnliche modulare Ausbildungsprogramme entwickelt.

### Besonderheit in Hessen
In Hessen gibt es zwei Stufen von Voraus-Helfern. Die Basis-Voraushelfer – Erste Hilfe (Voraushelfer-EH) haben neben einem 16-stündigen Erste Hilfe-Kurs ein acht Unterrichtseinheiten umfassendes Voraus-Helfer-Training absolviert und müssen sich jährlich einem entsprechenden Training zur Auffrischung unterziehen. Die zweite Stufe umfasst die Voraus-Helfer-SAN mit einer 48-stündigen Sanitätsausbildung. Ein 24-stündiges Rettungsdienstpraktikum wird empfohlen. Die Voraus-Helfer-SAN verfügen über umfangreichere Ausrüstung und Einsatzmöglichkeiten.

### Besonderheit in Nordrhein-Westfalen
Für die Tätigkeit in NRW ist insgesamt „eine 50 Unterrichtseinheiten (UE) einschließlich Prüfung umfassende Ausbildung zum Notfallhelfer nachzuweisen“.
In Nordrhein-Westfalen ist der große, 16-stündige Erste-Hilfe-Lehrgang Zugangsvoraussetzung zur weitergehenden HvO-Ausbildung. Notfallhelfer müssen mindestens eine 16-stündige Sanitätsausbildung und eine 6-stündige AED-Schulung nachweisen. Diese 22-stündige Ausbildung wird durch mindestens 10 Stunden Fallbeispieltraining und eine 2-stündige Abschlussprüfung ergänzt. Die Notfallhelfer-Ausbildung der Malteser geht über diese Anforderungen im Normalfall hinaus.

### Besonderheit in Baden-Württemberg
In Baden-Württemberg existiert mit der Verordnung des Innenministeriums über die Mitwirkung von Helfer-vor-Ort-Systemen in Ergänzung zur Notfallrettung (VOHvO) eine verbindliche Rechtsvorschrift für die im Bundesland tätigen Helfer vor Ort. Eine besondere Verantwortung fällt hierbei der ausführenden Organisation zu, die über ein medizinisches Qualitätsmanagement verfügen muss (§ 11 VOHvO). Zur Einrichtung eines ortsgebundenen HvO-Systems sind nur im Katastrophenschutz tätige Organisationen und Einrichtungen (z. B. DRK, MHD, JUH, ASB, Feuerwehren) berechtigt (§ 2 Abs. 1 VOHvO).
Grundvoraussetzung für die Tätigkeit als HvO gem. § 2 Abs. 2, § 4 und § 5 VOHvO sind:
- Persönliche und gesundheitliche Eignung
- Volljährigkeit
- Erste-Hilfe-Lehrgang (9 UE)
- Sanitätsdienstliche Ausbildung (min. 48 UE / Empfehlung: 72 UE, s. Anlage zur VOHvO)
- 16-stündiges Rettungsdienst-Praktikum
- Regelmäßige Fortbildung (16 UE in zwei Jahren und Rettungsdienst-Praktika)
- Unterweisung über Fahrten mit „Sonderrechten“ i. S. d. StVO (regelmäßig alle zwei Jahre bei Nutzung von Blaulicht-Einsatzfahrzeugen)
- eine schriftliche unterschriebene Verschwiegenheitserklärung (s. § 12 VOHvO)
- bestehender Versicherungsschutz

Die Pflichtausrüstung (§ 6 VOHvO) ist minimal. Die VOHvO schreibt Einmalhandschuhe, ein Abbindesystem (Tourniquet) und persönliche Schutzausrüstung gem. der Organisationsvorschriften vor. Als erweiterte Ausrüstung sind AED und medizinische Ausrüstung gemäß DIN 13155 definiert.
Die HvO dürfen Einsatzfahrzeuge der ausführenden Organisation nutzen und Sonder-/Wegerechte nach § 35 und § 38 StVO in Anspruch nehmen. Die Freigabe hierzu erfolgt durch die Leitstelle (§ 8 VOHvO).
Die eingesetzten HvO unterliegen im Einsatz den Weisungen des Rettungsdienstes und der Leitstelle. Sie selbst sind nicht Teil des Rettungsdienstes, sondern eine Ergänzung der Notfallrettung.

## Situation in Österreich
In Österreich sind First Responder ebenfalls ein wichtiger Teil der Rettungskette. Grundsätzlich werden sie in First Responder des Rettungsdienstes, von Firmen oder in Laien-First-Responder eingeteilt.
Erstere sind bei einer der Rettungsorganisationen tätig und werden in ihrer Freizeit zu Einsätzen im Umkreis ihres Wohnortes alarmiert. Dabei obliegt es ihnen, den Einsatz anzunehmen oder nicht. In manchen Bundesländern (wie z. B. Niederösterreich) erhalten diese First Responder mittels einer App (ESAPPTM) detaillierte Angaben und Koordinaten zum betreffenden Notfall und es wird mit dieser der Status gegeben (z. B. auf Hinfahrt, am Berufungsort usw.). In den meisten Fällen haben sie einen Standard-Notfallrucksack, der mit Beatmungsbeutel, Stethoskop, Blutdruckmanschette, Verbandsmaterial und Blutzuckermessgerät ausgestattet ist. Je nach Dienststelle werden First Responder auch mit Defibrillatoren ausgerüstet. Die Bezirksstelle Gänserndorf des Roten Kreuzes war im Aufbau des First-Responder-Systems maßgeblich beteiligt und stattet jeden First Responder mit einem Defibrillator aus. Angesichts der Tatsache, dass First Responder in der Regel mit Privatfahrzeugen zum Einsatz gelangen, gibt es in Österreich noch keine Erlaubnis, Sondersignale zu nutzen.
In Wien gibt es ein neuartiges System, das im Falle eines Kreislaufstillstandes eine Alarmierung von First Respondern (hauptsächlich Sanitätern) unabhängig vom Wohnort ermöglicht. Durch die App Die LebensretterTM werden gleichzeitig mehrere Sanitäter in der Nähe des Notfalles alarmiert und entweder direkt zum Notfallort oder zum nächsten öffentlichen Defibrillator gelotst, um diesen zu holen. In Niederösterreich, Burgenland und Tirol wird dieses System als Team Österreich Lebensretter unter Einbindung von Ersthelfern mit einem aufrechten 16-stündigen Erste-Hilfe-Kurs geführt, wobei diese auch Alarmierungen in Wien erhalten.

## Situation in der Schweiz
In einigen Kantonen in der Schweiz gibt es First-Responder-Netzwerke. Hierbei handelt es sich um geschulte Ersthelfende, die bei einem Herz-Kreislauf-Stillstand von der Notrufzentrale 144 aufgeboten werden, um die Zeit bis zum Eintreffen des Rettungsdienstes zu überbrücken. Damit kann eine lückenlose Rettungskette sichergestellt werden. In der Schweiz erleiden jährlich rund 8000 Menschen einen Herz-Kreislauf-Stillstand. Meist geht diesem ein Herzinfarkt oder eine Herzrhythmusstörung voraus. In solchen Momenten hilft nur eine rasche Wiederbelebung, denn mit jeder verlorenen Minute sinkt die Überlebenschance um etwa 10 Prozent. Die Ambulanz benötigt durchschnittlich 13 Minuten für die Anfahrt zum Einsatzort. Deutlich schneller sind die 1900 Firstresponder im Kanton Bern. Sie sind manchmal schon in weniger als fünf Minuten vor Ort. Weil das Netz noch nicht flächendeckend ist, braucht es weitere Firstresponder, zum Beispiel Angehörige von Polizei, Feuerwehr und Sanität.

## Ausrüstung

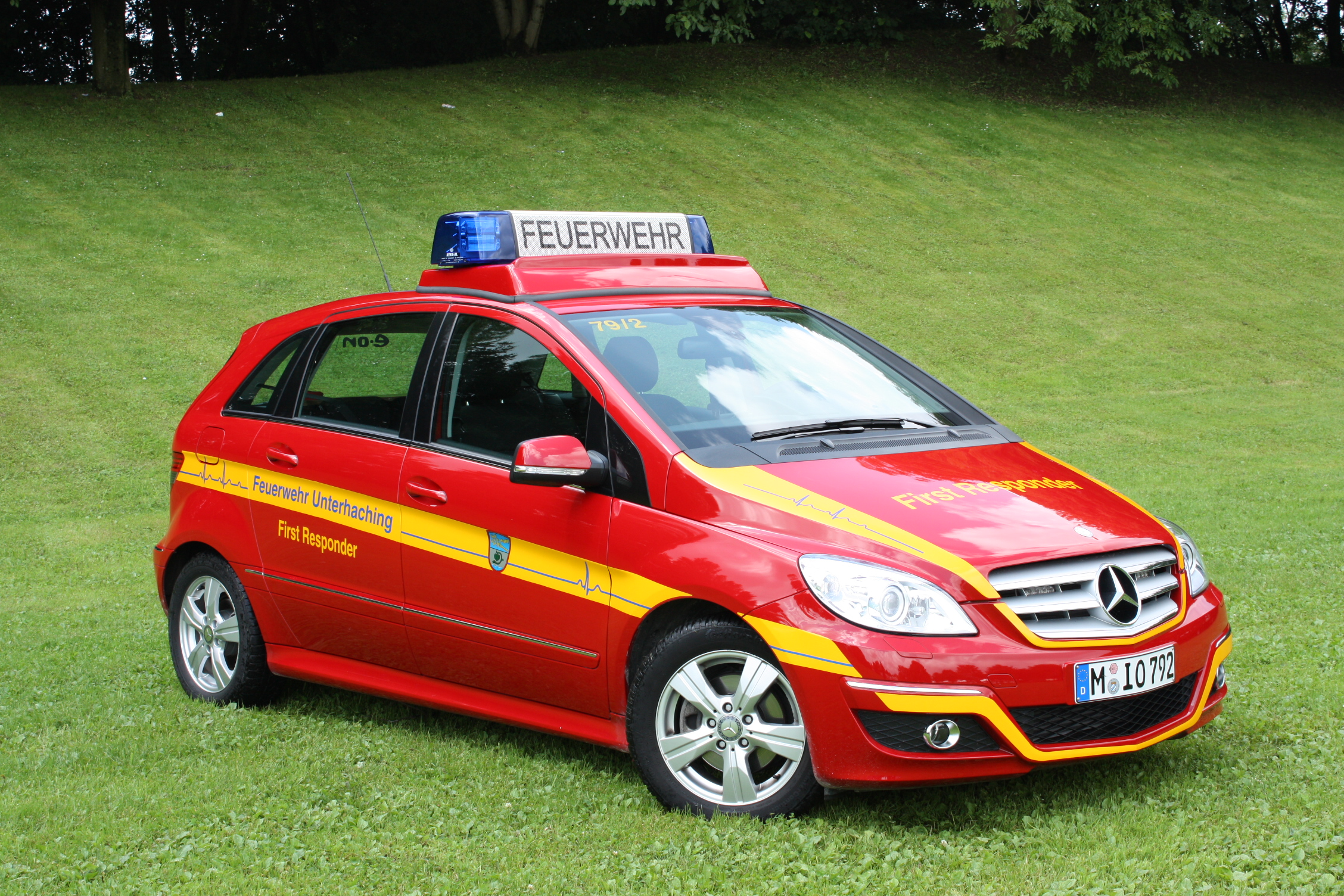
First-Responder-Fahrzeug der Feuerwehr

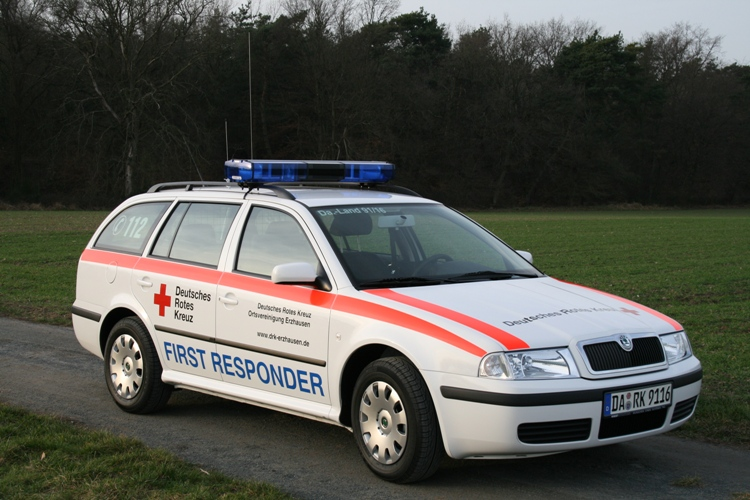
Typisches First-Responder-Fahrzeug

### Kommunikationsmittel
- mindestens Mobiltelefon
- Funkmeldeempfänger
- wenn möglich: Fahrzeugfunkgerät oder Handfunkgerät

### Bekleidung
- mindestens eine Warnweste
- möglichst Einsatzbekleidung (Helm, Anorak, Jacke/Hose oder Overall, Stiefel)

### Medizinisches Material
- Sanitätskoffer nach DIN 13155 oder Notfallkoffer nach DIN 13232
- zusätzliche Ausrüstung mit Sauerstoff
- Automatisierter Externer Defibrillator (AED).
- möglichst auch Notfallausstattung für Säuglinge und Kleinkinder (nach DIN 13233)

### Fahrzeug
Zum Einsatz kommen
- organisationseigene Fahrzeuge: vom Pkw ohne Sondersignalanlage bis zum Rettungswagen oder Feuerwehrfahrzeug
- Privat-Pkw der Helfer, ggf. zusätzlich mit einem abnehmbaren Dachaufsetzer Im Einsatz ausgestattet (ohne Sondersignalanlage)

## Finanzierung
Laufende Kosten entstehen vor allem durch:
- Telefonate
- Verbrauchsmaterial
- Betriebsstoffe und Instandhaltung für Fahrzeuge

FR/HvO erhalten selten öffentliche Zuschüsse, da ihre Hilfeleistung nicht gesetzlich gefordert ist (keine Pflichtaufgabe der Kommune wie z. B. Feuerwehr). Die entstandenen Kosten können auch nicht über eine Krankenkasse abgerechnet werden. Die FR/HvO-Teams werden weitgehend durch Spenden finanziert.